# میهائلا بوژارنسکو
 میهائلا بوژارنسکو (انگلیسی: Mihaela Buzărnescu؛ زادهٔ ۴ مهٔ ۱۹۸۸) یک تنیس‌باز اهل رومانی است.